# Bertrandon de la Broquière
Bertrandon de La Broquière, né vers 1400 et mort le 9 mai 1459 à Lille, est un voyageur et pèlerin bourguignon. 
Il est principalement connu pour le récit de son voyage au Proche-Orient en 1432-1433, Le Voyage d'Outre-mer. Ses descriptions, rédigées en moyen français, brossent un portrait des coutumes et de la situation politique des régions qu'il a traversées.
Ce voyageur fit preuve d’une grande ouverture d’esprit pour son époque en se mêlant à la population locale. C’est Philippe le Bon qui lui demanda d’accomplir ce périple dans le but de rassembler des informations nécessaires à une éventuelle croisade.

## Biographie
Bertrandon de la Broquière est né fin XIVe ou début XVe siècle dans le duché de Guyenne. 
Il appartiendrait à la famille gasconne La Broquère, dont le château est situé au Bas-Armagnac (paroisse du Houga).   
On sait très peu de chose sur sa vie avant 1421, année au cours de laquelle il reçoit de Philippe le Bon le titre d’« écuyer tranchant », point de départ d’une rapide et heureuse carrière au cours de laquelle il se voit confier bon nombre de missions de confiance. 
À peine deux années plus tard, le voilà « premier écuyer tranchant ». Ce rôle lui confère une influence plus grande encore à la cour. 
C’est entre février 1432 et le milieu de l’année 1433 que le Bourguignon d'adoption accomplit son voyage en Orient. À son retour, il est comblé d’honneurs.
En 1442, le duc de Bourgogne organise le mariage de Bertrandon de la Broquière avec Catherine de Bernieulles, fille de Jean, une des plus riches héritières de l’Artois et en 1443, le voyageur reçoit la charge de capitaine du château de Rupelmonde, sur la rive gauche de l’Escaut. Cette place était l’une des plus importantes des Pays-Bas et Bertrandon va s’y fixer. 
En 1452, la Broquière participe aux côtés de Philippe le Bon à la bataille de Gavere lors de la révolte de Gand. 
En juillet 1453, il fait encore partie des seigneurs bourguignons réunis dans la tente ducale, où furent lues les conditions imposées aux Gantois.
La dernière mention concernant La Broquière date de 1455, date à laquelle Philippe le Bon l’invite à rédiger sa relation de voyage, laquelle serait remise au duc en 1457.
Un des manuscrits du Voyage d’Outremer précise que Bertrandon de la Broquière serait mort à Lille le 9 mai 1459 et enseveli dans la collégiale Saint-Pierre.
Bertrandon de la Broquière a tenu une place importante dans l’entourage de Philippe le Bon autant avant son voyage qu’après celui-ci. Chargé de bon nombre de missions de confiance, il fit l’objet des faveurs ducales. C’est un homme d’importance qui fut envoyé au Proche-Orient pour récolter des informations utiles à son suzerain.

## Le Voyage d'Outremer

### De Gand à Venise
Bertrandon de la Broquière quitte Gand, en février 1432, pour se lancer dans son voyage au Proche-Orient. Il prend la route de la Champagne puis de la Bourgogne avant de se diriger vers l’Italie. Arrivé à Rome, il est reçu par le pape Eugène IV. Il quitte cette ville le 25 mars pour prendre la direction de Venise, où, le 8 mai, il s’embarque sur une galère à destination de Jaffa. Il est alors accompagné d’autres pèlerins, dont plusieurs Bourguignons. Bertrandon se montre très bref sur cette partie du voyage, ne s’attardant que sur quelques courtes descriptions de villes italiennes. 

### Terre Sainte
Après plusieurs haltes dans des possessions vénitiennes ainsi qu’à Rhodes et à Chypre, Bertrandon débarque à Jaffa. Les ennuis vont très vite commencer pour le Bourguignon qui a directement affaire aux officiers du Sultan. Ceux-ci lui réclament le tribut habituel demandé aux pèlerins. 
De Jaffa, il se dirige vers Jérusalem qu’il atteint après deux jours de marche. Bertrandon ne pouvait évidemment pas traverser ces régions sans effectuer les pèlerinages de coutume. D’autant plus que ses activités de pèlerin lui servent de couverture pour sa mission d’observation. 
Il décide à ce moment de se rendre au monastère Sainte-Catherine du Sinaï, avec dix autres compagnons. Il quitte alors Jérusalem pour Gaza, où il effectue les derniers préparatifs pour une traversée du désert. Cette dernière va se révéler truffée d’embûches, Bertrandon va rencontrer des bêtes qui lui sont inconnues et tomber malade. Il est de ce fait forcé de rebrousser chemin et de reprendre la direction de Gaza. 
Il était rare que les voyageurs du XVe siècle parviennent au Sinaï, la traversée du désert était remplie de dangers de toutes sortes. La chaleur autant que les bandes de brigands menaçaient les voyageurs à chaque instant. 
Le Bourguignon est soigné dans un premier temps par des Arabes. Il est ensuite conduit au monastère du Mont Sion où il est soigné par des cordeliers.
Une fois rétabli, il est forcé de renoncer à un autre pèlerinage étant donné la situation troublée en Palestine. Il s’embarque alors sur un navire sarrasin qui le mène de Jaffa à Beyrouth. Bertrandon de la Broquière prend ensuite la direction de Damas, accompagné d’un « moucre ».

### De Damas à Constantinople
De Damas, il retourne ensuite à Beyrouth où il assiste à une fête nocturne arabe qui lui fait forte impression. C’est à partir de ce moment que Bertrandon va réellement sortir des sentiers battus en décidant de rentrer en Bourgogne par terre. Les pèlerins de l’époque évitaient ces routes dangereuses en reprenant un bateau qui les ramenait en Italie. 
À Damas une occasion inespérée de voyager en toute sécurité s’offre au Bourguignon : il assiste à l’arrivée en grande pompe d’une caravane provenant de La Mecque et se dirigeant vers Brousse. La richesse du convoi et les fastes accompagnant cet évènement ne laisse pas Bertrandon indifférent. Il saute sur l’occasion et s’arrange pour rencontrer le chef de la caravane : Kodja Barqouq. Après négociations, il est finalement accepté au sein de la caravane mais à la condition de s’habiller à la mode turque pour ne pas mettre en danger ses compagnons de route.
Durant ce voyage au sein de cette caravane, Bertrandon partage des moments particuliers avec les Turcs qui l'accompagnent. Il fait la rencontre d’un Mamelouk avec qui il noue des liens d’amitiés et voyage jusqu’à Konya. Ce dernier le protège et l’initie à certains aspects de sa culture, comme la façon de voyager, de manger et de se battre. Le voyageur essaye même d’apprendre des rudiments de turc.
Le convoi se dirige, dans un premier temps, vers Antioche, puis prend la direction de la petite Arménie en longeant le golfe d'Alexandrette. La traversée d’Asie mineure, bien qu’éprouvante, fut relativement rapide. 
À Konya, Bertrandon saisit l’occasion qui lui est offerte de se joindre à une ambassade pour rencontrer le souverain du Karaman. C’est aussi à cet endroit qu’il quitte son ami mamelouk dont il fait l’éloge à cette occasion. Il arrive finalement à Brousse où il loge chez un Florentin pendant 10 jours.
Bertrandon quitte cette ville en compagnie de marchands européens, un Espagnol et trois Florentins et prend la direction de Pera. 
Il se rend ensuite à Constantinople, où il loge chez un marchand catalan. La Broquière, qui assiste entre autres à une joute et à certaines cérémonies, décrit la ville de Constantinople, mais ne livre que très peu de détails sur les éléments architecturaux de la ville.

### De Constantinople à la Bourgogne
À partir de Constantinople, qu’il quitte le 23 janvier 1433, La Broquière se joint à l’ambassadeur du duc de Milan, Benedict de Fourlino, pour se rendre auprès du sultan ottoman Mourad II (1421-1451). Il rencontre ce dernier à Andrinople vers la fin du mois de février. Bertrandon assiste alors à la somptueuse audience accordée à l’ambassadeur du duc de Milan. 
Le 12 mars, Bertrandon quitte Andrinople en compagnie de l’ambassadeur. Ils arrivent le 12 avril 1433 à Belgrade. Bertrandon s’étend beaucoup ici sur les possibilités tactiques de conquête de l’Empire ottoman. Il présente un projet qui réunirait la France, l’Angleterre et l’Allemagne contre l’ennemi turc. De Belgrade, il chevauche à travers les plaines de Hongrie jusqu’à Budapest, où il se sépare de Benedict de Fourlino.
Bertrandon met alors cinq jours pour se rendre à Vienne où il est accueilli chaleureusement par le duc Albert II du Saint-Empire. Celui-ci, qui est le cousin de Philippe le Bon, fait preuve de bien des égards à l’encontre de Bertrandon de la Broquière. Ce dernier poursuit sa route jusqu’à Linz qu’il rejoint en 6 jours. 
Il traverse ensuite la Bavière et la Souabe, et assiste à Bâle à une séance du concile. Il rejoint la Bourgogne par Montbéliard. 
C’est à Pothières, au début du mois de juillet 1433, que La Broquière retrouve Philippe le Bon. Bertrandon lui remet un exemplaire du Coran et de la vie de Mahomet traduit en latin par le consul des Vénitiens à Damas, ainsi que ses habits et son cheval.